# Lainville-en-Vexin
Lainville-en-Vexin ist eine französische Gemeinde mit 807 Einwohnern (Stand: 1. Januar 2022) im Département Yvelines in der Region Île-de-France. Sie gehört zum Arrondissement Mantes-la-Jolie und zum Kanton Limay. Die Einwohner nennen sich Lainvillois.

## Geografie
Lainville-en-Vexin liegt etwa 44 Kilometer westnordwestlich von Paris. Lainville-en-Vexin wird umgeben von den Nachbargemeinden Arthies im Norden und Nordwesten, Wy-dit-Joli-Village im Norden, Avernes im Nordosten, Frémainville im Osten, Jambville im Südosten, Montalet-le-Bois und Brueil-en-Vexin im Süden, Sailly im Westen und Südwesten sowie Aincourt im Westen und Nordwesten.

## Bevölkerungsentwicklung
| 1962                       | 1968 | 1975 | 1982 | 1990 | 1999 | 2006 | 2013 |
| -------------------------- | ---- | ---- | ---- | ---- | ---- | ---- | ---- |
| 210                        | 179  | 288  | 412  | 664  | 753  | 793  | 823  |
| Quellen: Cassini und INSEE |      |      |      |      |      |      |      |

## Sehenswürdigkeiten

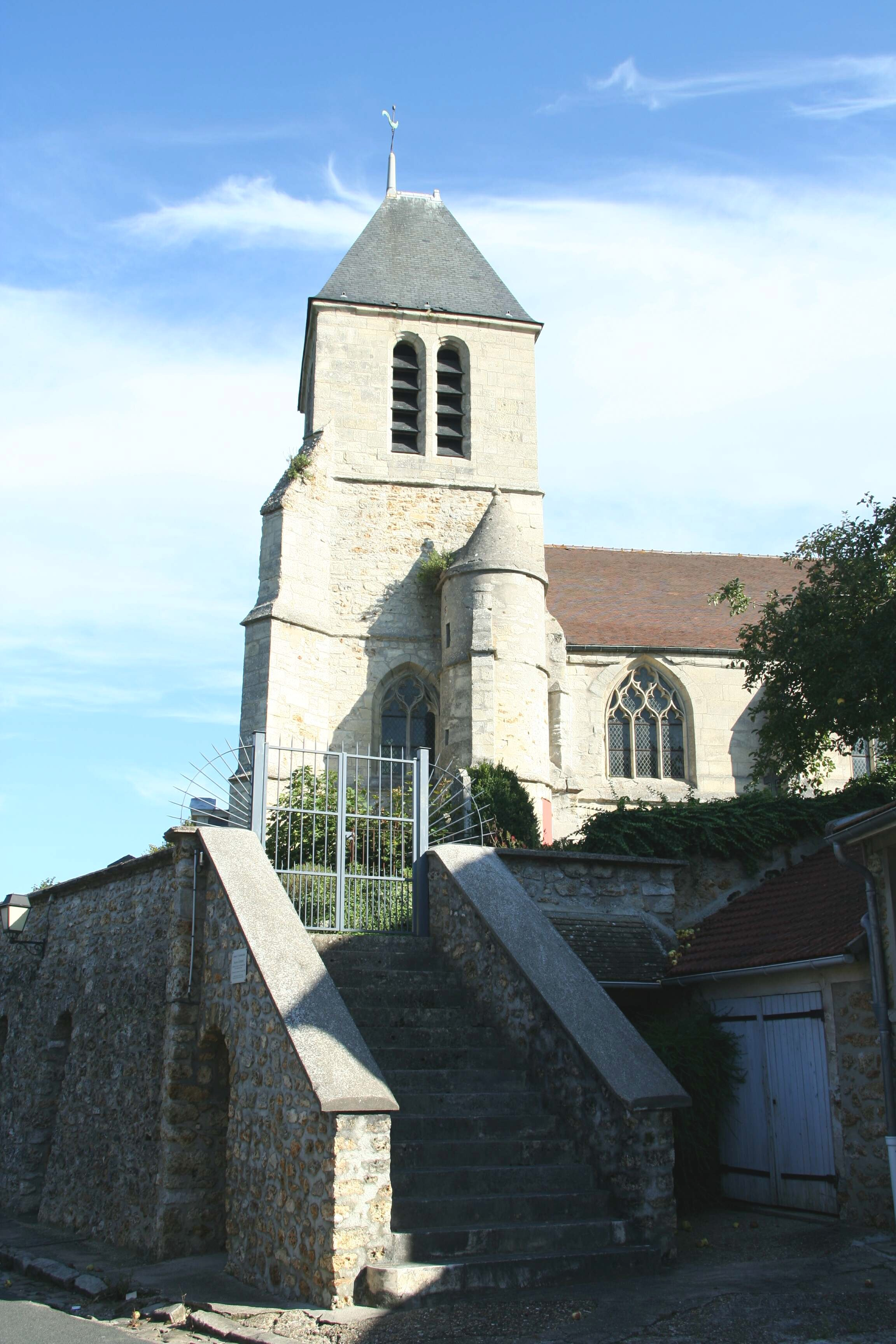
Kirche Saint-Martin

Siehe auch: Liste der Monuments historiques in Lainville-en-Vexin
- Kirche Saint-Martin aus dem 12. Jahrhundert